# 赵肃 (成汉)
赵肃（?—?），十六国成汉官员，原为天水（今甘肃省天水市）等六郡大姓之一。
晋惠帝元康八年（298），赵肃和李特等一起率流民入蜀。李特自称镇北大将军。其子李雄建大成政权，以赵肃为腹心之臣。晏平五年（310年），赵肃为司空。次年，李雄母太后罗氏去世，李雄信巫师之言，想要不葬母亲，赵肃力谏劝阻。